# Озерко (Вологодская область)
Озерко — деревня в Сокольском районе Вологодской области.
Входит в состав Боровецкого сельского поселения, с точки зрения административно-территориального деления — в Боровецкий сельсовет.
Расстояние по автодороге до районного центра Сокола — 12 км, до центра муниципального образования Обросова — 1 км. Ближайшие населённые пункты — Большой Двор, Обросово, Власово, Бекренево.
По переписи 2002 года население — 23 человека (8 мужчин, 15 женщин). Всё население — русские.